# Șuici
Șuici est une commune roumaine située dans le județ d'Argeș.